# Anton Mitrjuszkin
Anton Władimirowicz Mitrjuszkin (ros. Антон Владимирович Митрюшкин, ur. 8 lutego 1996 w Krasnojarsku) – rosyjski piłkarz występujący na pozycji bramkarza. Obecnie zawodnik szwajcarskiego zespołu FC Sion.